# Alina Reh
Pour les articles homonymes, voir Reh (homonymie).
Alina Reh (née le 23 mai 1997 à Laichingen) est une athlète allemande, spécialiste des courses de fond. 

## Biographie
Deuxième du 3 000 mètres des Jeux olympiques de la jeunesse d'été de 2014, elle remporte la médaille d'or du 3 000 mètres et du 5 000 mètres lors des championnats d'Europe juniors de 2015, à Eskilstuna, en Suède.

## Palmarès
| Date | Compétition                            | Lieu       | Résultat | Épreuve     | Temps          |
| ---- | -------------------------------------- | ---------- | -------- | ----------- | -------------- |
| 2014 | Jeux olympiques de la jeunesse         | Nankin     | 2e       | 3 000 m     | 9 min 5 s 07   |
| 2015 | Championnats d'Europe juniors          | Eskilstuna | 1re      | 3 000 m     | 9 min 12 s 29  |
| 2015 | Championnats d'Europe juniors          | Eskilstuna | 1re      | 5 000 m     | 16 min 2 s 01  |
| 2017 | Championnats d'Europe en salle         | Belgrade   | 8e       | 3 000 m     | 8 min 57 s 87  |
| 2017 | Championnats d'Europe par équipes      | Lille      | 3e       | 5 000 m     | 15 min 32 s 50 |
| 2017 | Championnats d'Europe de cross-country | Šamorín    | 1re      | espoirs     | 20 min 22 s    |
| 2017 | Championnats d'Europe de cross-country | Šamorín    | 2e       | Par équipes | 15 pts         |
| 2018 | Championnats d'Europe                  | Berlin     | 4e       | 10 000 m    | 32 min 28 s 48 |
| 2019 | Championnats d'Europe en salle         | Glasgow    | 4e       | 3 000 m     | 8 min 39 s 45  |
| 2019 | Championnats d'Europe espoirs          | Gävle      | 2e       | 5 000 m     | 15 min 11 s 25 |
| 2019 | Championnats d'Europe espoirs          | Gävle      | 1re      | 10 000 m    | 31 min 39 s 34 |
| 2019 | Championnats du monde                  | Doha       | finale   | 10 000 m    | DNF            |
| 2021 | Championnats d'Europe de cross-country | Dublin     | 3e       | seniors     | 26 min 53 s    |
| 2022 | Championnats d'Europe                  | Munich     | 8e       | 10 000 m    | 32 min 14 s 20 |
| 2022 | Championnats d'Europe de cross-country | Turin      | 3e       | seniors     | 27 min 19 s    |
| 2023 | Coupe d'Europe du 10 000 m             | Pacé       | 1re      | 10 000 m    | 32 min 15 s 47 |

## Records
| Épreuve  | Temps          | Lieu      | Date         |
| -------- | -------------- | --------- | ------------ |
| 3 000 m  | 9 min 5 s 07   | Nankin    | 24 août 2014 |
| 5 000 m  | 15 min 4 s 10  | Stockholm | 30 mai 2019  |
| 10 000 m | 31 min 19 s 87 | Essen     | 8 juin 2019  |